# Hydroflumethiazid
Hydroflumethiazid ist eine chemische Verbindung aus der Gruppe der Benzothiadiazine.

## Gewinnung und Darstellung
Hydroflumethiazid kann durch verschiedene Verfahren aus Trifluormethyl-5-aminobenzol-2,4-disulfonamid, Trifluormethyl-5-aminobenzol-2,4-disulfonylchlorid oder 6-(Trifluormethyl)-7-sulfamyl-1,2,4-benzothiadiazin-1,1-dioxid hergestellt werden.

Hydroflumethiazidsynthese

## Eigenschaften
Hydroflumethiazid ist ein weißer bis gelblicher, geruchloser, kristalliner Feststoff, der wenig löslich in Wasser ist. Die Verbindung besitzt eine monokline Kristallstruktur mit der Raumgruppe P21 (Raumgruppen-Nr. 4).

## Verwendung
Hydroflumethiazid wird als Saluretikum, als Antihypertonikum und gegen Ödeme verwendet und oral verabreicht. Erste Veröffentlichungen über den Einsatz der Verbindung als Arzneistoff erschienen 1958.